# Progetto Pozzo

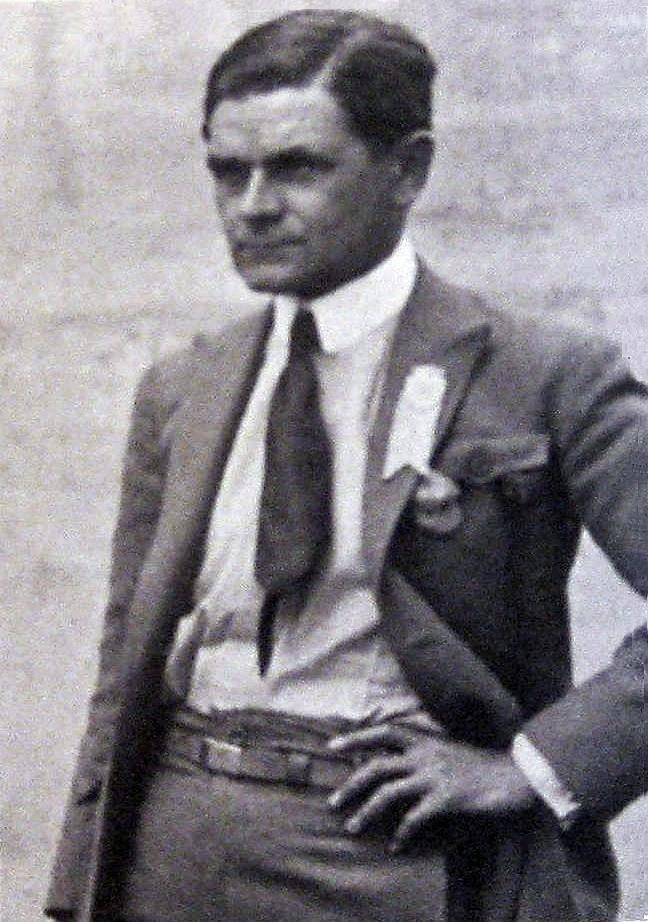
Vittorio Pozzo, artefice del progetto di riforma del calcio italiano

Il progetto Pozzo fu il piano di riforma del campionato italiano di calcio preparato da Vittorio Pozzo nel 1921.

## L'infinita crescita del campionato
Sin dalla sua origine, il campionato italiano si era quasi sempre articolato su una fase eliminatoria a carattere regionale, seguita da un torneo finale a livello nazionale. Nel suo primo decennio, il numero delle partecipanti al campionato si era mantenuto basso e abbastanza stabile, soprattutto a causa dei notevoli costi per equipaggiamento, campi sportivi e spese di trasporto.
Con i primi successi delle squadre di provincia (come la Pro Vercelli) e la trasformazione dei campionati a doppio girone (andata e ritorno) nel 1909, per arginare le aumentate richieste di partecipazione, la FIGC dovette porre dei limiti quali il possesso di un campo sportivo proprio, la solidità finanziaria e una prova che stabilisse il livello tecnico-sportivo acquisito dalla compagine richiedente l'ammissione alla massima serie.
Col passaggio della FIGC da Milano a Torino nel 1911, all'assemblea federale del luglio 1912 fu proposta la trasformazione della Seconda Categoria a campionato di Promozione, istituendo i meccanismi di promozione e retrocessione. Il numero di squadre al campionato di Prima Categoria cominciò ad aumentare a dismisura, perché di fatto non avvenivano mai retrocessioni: le retrocesse (salvo rinunce) venivano sempre riammesse e i gironi aumentavano.
Nella stagione 1920-1921 si arrivò a 88 squadre di cui 64 iscritte al torneo del Nord e la finalissima si dovette disputare il 24 luglio.
| Stagione  | Fase regionale | Fase nazionale | Finalissima      |
| --------- | -------------- | -------------- | ---------------- |
| 1898      | –              | 4              |                  |
| 1899      | 4              | 2              |                  |
| 1900      | 5              | 3              |                  |
| 1901      | 5              | 3              |                  |
| 1902      | 8              | 3              |                  |
| 1903      | 6              | 3              |                  |
| 1904      | 5              | 3              |                  |
| 1905      | 6              | 3              |                  |
| 1906      | 5              | 3              |                  |
| 1907      | 6              | 3              |                  |
| 1908      | 4              | 3              |                  |
| 1909      | 9              | 4              |                  |
| 1909-1910 | –              | 9              |                  |
| 1910-1911 | –              | 9              | Andata e ritorno |
| 1911-1912 | –              | 10             | Andata e ritorno |
| 1912-1913 | 18             | 6              | A Genova         |
| 1913-1914 | 29             | 6              | Andata e ritorno |
| 1914-1915 | 36             | 16             |                  |
| 1919-1920 | 48             | 18             | A Bologna        |
| 1920-1921 | 64             | 16             | A Torino         |

## I principi della riforma
Il nodo principale che Pozzo affrontò fu quello delle eliminatorie regionali, che erano un possibile fastidio per le squadre che le vedevano come una perdita di tempo che sottraeva spazio alle più stimolanti e redditizie gare nazionali. La soluzione proposta fu drastica: la loro cancellazione e sostituzione con grandi gironi estesi all'intero Nord Italia. Ciò postulava ovviamente una decisa decurtazione delle partecipanti al campionato e ci si orientò verso la cifra di ventiquattro partecipanti divise in due gruppi, un livello leggermente superiore a quello delle sedici ammesse alle semifinali della stagione in via di conclusione, calcolato in modo da mantenere sostanzialmente invariato il numero di gare disputate dai futuri campioni d'Italia rispetto al recente passato.
Essenziale per non ripiombare nel caos precedente fu la formulazione di una rigorosa reintroduzione e applicazione della regola della retrocessione. A tal fine Pozzo propose che l'ultima classificata di ogni girone scendesse in Seconda Divisione, sostituita dalle vincitrici della stessa categoria cadetta. Tuttavia l'intero meccanismo era subito concepito come un periodo di transizione e la prospettiva finale era quello di allargare il torneo sul completo territorio nazionale fino ad arrivare a un campionato a girone unico sul modello del campionato inglese, già sperimentato in Italia nella stagione 1909-1910, ma poi inopinatamente accantonato. Il progetto Pozzo prevedeva così:
1. Una Prima Divisione o Divisione A a 24 squadre, così suddivise: sette del Piemonte, cinque della Lombardia, tre della Liguria, quattro dell'Emilia, tre del Veneto e due della Toscana.
2. Una Seconda Divisione o Divisione B a 48 squadre, a cui avrebbero partecipato le partecipanti al campionato Prima Categoria 1920-1921, ma non ammesse alla nuova Prima Divisione, più le vincenti delle finali di Promozione Regionale.
3. Una Terza Divisione o Divisione C a livello regionale, a cui avrebbero partecipato le squadre di Promozione non ammesse alla Seconda Divisione, più le vincenti dei campionati di Terza Categoria Regionale.
4. Una Quarta Divisione o Divisione D a livello regionale, corrispondente alla vecchia Terza Categoria Regionale.

## L'assemblea del 24 luglio 1921
Le spinte delle grandi per l'approvazione del progetto Pozzo furono molto forti, anche per motivi contingenti. Il campionato che si stava concludendo aveva visto infatti numerose di esse in gravi difficoltà, spesso a causa della lunghezza spossante del torneo. Le squadre milanesi fecero magre figure, come in parte il Genoa. Alla Juventus e al Casale furono fatali le eliminatorie piemontesi e con gravi perdite di incassi. Il calcio italiano non era più quello puramente dilettantistico di fine Ottocento e i primi colpi di calciomercato, che avvenivano sotto gli occhi fintamente distratti dei dirigenti federali, richiedevano quei ritorni economici per gli investimenti fatti, che solo gli incassi di botteghino, in occasione dei grandi incontri, potevano garantire.
Fu così che un gruppo di ventiquattro tra le maggiori squadre italiane, approvando la riforma di Pozzo, si riunirono nel capoluogo lombardo e firmarono il cosiddetto "patto di Milano", con cui si autoproclamarono quali le sole squadre aventi diritto a partecipare al massimo campionato. Tale atto unilaterale suscitò le proteste delle società minori che contestarono i criteri con cui i sodalizi maggiori avevano scelto le ventiquattro elette, perché se da un lato si ammettevano squadre che la stagione precedente avevano disputato campionati deludenti (come il Brescia processato per professionismo, eliminato nelle eliminatorie delle eliminatorie e con il campo squalificato per indisciplina, oppure l'Hellas Verona, eliminato nel girone veneto), dall'altra parte si escludevano squadre che, per meriti sportivi, avrebbero avuto pieno diritto a parteciparvi, come il Bentegodi Verona semifinalista subnazionale e Saronno e Trevigliese finaliste lombarde. I pochi guadagni delle eliminatorie, che le grandi squadre disdegnavano, per le piccole erano fonte di sussistenza. Le piccole società ritenevano inoltre che il numero di promozioni dalla Seconda alla Prima Divisione fosse troppo ridotto: solo la vincente della Seconda Divisione avrebbe sostituito una retrocessa dalla Prima Divisione, mentre le società minori pretendevano un numero maggiore di promozioni.
Fu così che le società minori proposero un piano di riforma alternativo di quello Pozzo, il progetto delle società minori, concordato a Novi e a Milano:
1. Prima Categoria a 72 squadre, suddivise in otto gironi eliminatori.
2. Promozione, senza cambiamenti e con le sei vincenti promosse.
3. Terza Categoria, con l'esclusione delle terze squadre delle società di Prima Categoria.

Il progetto prevedeva inoltre la disputa di una Coppa Italia, riservata per le eliminate dalla Prima Categoria e dalla Promozione.
A capo del gruppo di oppositrici vi era la neopromossa Novese, che avrebbe poi vinto il campionato FIGC successivo: essa, tramite il proprio organo di informazione, Il biancoceleste, dichiarò sfrontatamente di non essere del tutto contraria al progetto Pozzo, ma che sarebbe stato preferibile rinviare tale riforma per la stagione 1922-1923 perché «l'anno venturo vi saremo anche noi, nel novero delle migliori 24 squadre italiane». La predizione in un certo senso si avverò: dopo lo scudetto vinto nel 1922 nel campionato FIGC e l'ammissione alla provvisoria Prima Divisione a trentasei squadre nel 1922-1923, la Novese riuscì a essere ammessa nella ridotta Prima Divisione a ventiquattro squadre nella stagione 1923-1924. Tuttavia tutto ciò durò poco: dopo appena una stagione venne retrocessa nei campionati minori, non riuscendo più a risalire in massima serie e nemmeno in Serie B. Alcuni degli oppositori non erano del tutto contrari alla riduzione del numero di partecipanti alla Prima Categoria, perché effettivamente il campionato era diventato «elefantiaco», ma trovavano il numero di ventiquattro squadre troppo ridotto e pretendevano un numero non inferiore a quaranta partecipanti, magari da suddividere in quattro gironi da dieci per avere le finaliste entro diciotto domeniche e la campione del Nord dopo ulteriori sei domeniche (le giornate del girone finale a quattro squadre).
Fu così che Pozzo arrivò a presentare il suo progetto a Torino (sede della FIGC), in un clima di tensione, all'assemblea federale del 23-24 luglio, in concomitanza con la finalissima tra Pro Vercelli e Pisa (che ebbe luogo domenica 24 sempre nel capoluogo piemontese). Le piccole società, ritrovatesi a loro volta a Novi Ligure in quei giorni, erano decise a dar battaglia e fecero valere il loro peso numerico: il 23 luglio l'assemblea federale con 113 voti contro 65 bocciò la riforma Pozzo. Secondo il Corriere della Sera del 24 luglio 1921, le società minori dichiararono, durante la prima giornata di assemblea, di non essere contrarie al progetto Pozzo in sé e per sé, «ma al patto di Milano, che 24 squadre hanno stretto, per proclamarsi appartenenti all'élite del football italiano, senza diritti di appello alle altre». Il giorno successivo il presidente uscente della FIGC, Luigi Bozino, tentò di mediare tra le due fazioni proponendo che al campionato 1921-1922 avrebbero partecipato 36 squadre da ridursi a 24 dopo una sola stagione, ma le società maggiori furono intransigenti e respinsero la proposta preparandosi allo scisma. Parrebbe che fu in quest'occasione che avvenne l'espulsione dell'US Torinese (semifinalista nazionale) dalle 24, sostituita dallo Spezia, provvedimento che suscitò delle polemiche.

## La spaccatura della federazione calcistica
Le ventiquattro società maggiori, sconfitte all'assemblea, respinsero ogni soluzione di compromesso e nel giro di poche settimane lasciarono la FIGC in massa, con l'intento di dare vita privatamente al nuovo campionato. Le squadre provenivano sia dal Nord sia dalla Toscana, la regione che aveva dato prova anche nella finalissima appena disputata di avere raggiunto un tasso tecnico sufficiente per potere dignitosamente competere con le formazioni settentrionali. Le ventiquattro società ribelli fondarono una nuova organizzazione, la Confederazione Calcistica Italiana (CCI) con sede a Milano. Il nuovo torneo, denominato Prima Divisione in omaggio alla Prima Divisione inglese, fu organizzato dalla Lega Nord, un organismo unitario che avrebbe sovrinteso all'organizzazione dei campionati anche laddove non fosse stato possibile organizzare dei comitati regionali. Le risolute azioni della neocostituita CCI e la disponibilità economica che l'accompagnava causò altri problemi alla FIGC, che perse numerose squadre di Promozione e Terza Categoria che furono inquadrate nella Seconda e Terza Divisione della CCI, oltre all'intero movimento calcistico meridionale, che fu organizzato dalla CCI nella Lega Sud, sebbene il numero dei comitati regionali costituiti fu molto limitato. La Lega Nord comunque adottò il Progetto Pozzo per intero, tranne che per un particolare: si stabilì infatti che le ultime classificate dei due gironi non sarebbero retrocesse direttamente, ma avrebbero dovuto disputare uno spareggio interdivisionale con le due prime classificate della Seconda Divisione. Alla FIGC non rimasero che le squadre minori: se ne andarono tutte e sei le società ex vincitrici del titolo (compresi i campioni in carica), tutte le prime classificate degli ultimi campionati regionali di Prima Categoria, quattordici delle sedici semifinaliste dell'ultimo torneo, tutte le squadre storiche ancora attive che avevano dato corpo alla FIGC nel pionieristico primo decennio del XX secolo. Le società rimaste non avrebbero potuto mettere in scena se non una stagione di bassissimo profilo sportivo.

### Quadro della società secessioniste
Sono qui elencate le formazioni del concluso campionato del 1921. Le società secessioniste sono evidenziate in verde chiaro. Un tricolore segnala le squadre ex-campioni d'Italia. In grassetto, le squadre che ebbero accesso, in virtù della propria posizione, alla fase nazionale dell'ultimo torneo. In corsivo, infine, le società retrocesse, fallite o disciolte nel corso dell'estate in oggetto.
| Pos | Piemonte            | Liguria         | Lombardia       | Veneto           | Emilia-Romagna   | Toscana          |
| --- | ------------------- | --------------- | --------------- | ---------------- | ---------------- | ---------------- |
| 1   | Novara              | Andrea Doria    | Legnano         | Padova           | Bologna          | Pisa             |
| 2   | Alessandria         | Genoa           | Inter           | Bentegodi Verona | Modena           | Livorno          |
| 3   | Torino              | Spezia          | US Milanese     | Verona           | Mantova          | Lucchese         |
| 4   | Pro Vercelli        | Savona          | Milan           | Petrarca         | Parma            | Prato            |
| 5   | US Torinese         | Sampierdarenese | Saronno         | Vicenza          | Piacenza         | CS Firenze       |
| 6   | Casale              | Spes Genova     | Trevigliese     | Venezia          | SPAL             | Libertas Firenze |
| 7   | Juventus            | Sestrese        | Pavia           | Udinese          | Virtus Bolognese | Viareggio        |
| 8   | Biellese            | Rivarolese      | Juventus Italia | Schio            | Reggiana         | Gerbi Pisa       |
| 9   | Valenzana           |                 | Como            | Treviso          | Carpi            |                  |
| 10  | Pastore             | Pro Patria      | Dolo            | Nazionale Emilia |                  |                  |
| 11  | Amatori Torino      | Casteggio       |                 |                  |                  |                  |
| 12  | Carignano           | AC Libertas     |                 |                  |                  |                  |
| 13  |                     | Brescia         |                 |                  |                  |                  |
| 14  | Cremonese           |                 |                 |                  |                  |                  |
| 15  | Legnanesi           |                 |                 |                  |                  |                  |
| 16  | Nazionale Lombardia |                 |                 |                  |                  |                  |
| 17  | Chiasso             |                 |                 |                  |                  |                  |
| 18  | Varese              |                 |                 |                  |                  |                  |
| 19  | Atalanta            |                 |                 |                  |                  |                  |
| 20  | Stelvio             |                 |                 |                  |                  |                  |
| 21  | Enotria Goliardo    |                 |                 |                  |                  |                  |
| 22  | Pro Sesto           |                 |                 |                  |                  |                  |
| 23  | Monza               |                 |                 |                  |                  |                  |
| 24  | Ausonia Pro Gorla   |                 |                 |                  |                  |                  |

## La ricomposizione dello scisma
Fu così che nel 1922 l'Italia ebbe due campionati di calcio concorrenti. I dirigenti erano però consci dell'insostenibilità della situazione, e dopo mesi di contatti, affidarono ad Emilio Colombo, direttore de La Gazzetta dello Sport, il compito di stendere un piano per la riunificazione delle due associazioni. Il cosiddetto compromesso Colombo che ne risultò, fu di fatto la vittoria definitiva delle grandi società, dato che la FIGC accettò in pratica il progetto Pozzo e si avviò sulla strada che la condurrà nel 1929 ad istituire la Serie A.